# Collegio elettorale di Crotone (Camera dei deputati)
Il collegio di Crotone fu un collegio elettorale uninominale della Repubblica Italiana per l'elezione della Camera dei deputati. Apparteneva alla circoscrizione Calabria e fu utilizzato per eleggere un deputato nella XII, XIII e XIV legislatura.
Venne istituito nel 1993 con la cosiddetta Legge Mattarella (Legge n. 277, Nuove norme per l'elezione della Camera dei deputati), attuata in seguito al referendum abrogativo del 1993. La legge istituì per la Camera dei deputati e per il Senato della Repubblica un sistema di elezione misto, in parte maggioritario e in parte proporzionale. Il 75% dei parlamentari dell'assemblea veniva eletto in collegi uninominali tramite sistema maggioritario a turno unico; il restante 25% alla Camera veniva eletto tramite sistema proporzionale con liste bloccate.
Il collegio venne abolito insieme a tutti gli altri che costituivano la Camera con la promulgazione della legge elettorale successiva, la cosiddetta Legge Calderoli. Questa prevedeva un sistema proporzionale con premio di maggioranza, che alla Camera veniva attribuito a livello nazionale.

## Territorio
Il collegio di Crotone era uno dei 17 collegi uninominali in cui era suddivisa la Calabria e, come previsto dal D.Lgs. del 20 dicembre 1993 n. 536, era interamente compreso nella provincia di Crotone e comprendeva i seguenti comuni: Belvedere di Spinello, Caccuri, Carfizzi, Casabona, Castelsilano, Cerenzia, Cirò, Cirò Marina, Crotone, Crucoli, Melissa, Pallagorio, Rocca di Neto, San Nicola dell'Alto, Savelli, Strongoli, Umbriatico e Verzino.

## Eletti
| Elezione | Elezione | Deputato        | Partito                  |
| -------- | -------- | --------------- | ------------------------ |
|          | 1994     | Giancarlo Sitra | Progressisti (PDS)       |
|          | 1996     | Rocco Gaetani   | L'Ulivo (PDS)            |
|          | 2001     | Dorina Bianchi  | Casa delle Libertà (CCD) |

## Dati elettorali

### XII legislatura

#### Risultati proporzionale
| Coalizioni        | Coalizioni                                | Liste                                     | Liste                                     | Voti   | %     |
| ----------------- | ----------------------------------------- | ----------------------------------------- | ----------------------------------------- | ------ | ----- |
|                   | Progressisti                              |                                           | Partito Democratico della Sinistra        | 17.918 | 29,63 |
|                   | Progressisti                              | Rifondazione Comunista                    | 6.007                                     | 9,93   |       |
|                   | Progressisti                              | Partito Socialista Italiano               | 1.356                                     | 2,24   |       |
|                   | Progressisti                              | Federazione dei Verdi                     | 989                                       | 1,64   |       |
|                   | Progressisti                              | Movimento per la Democrazia - La Rete     | 695                                       | 1,15   |       |
|                   | Progressisti                              | Alleanza Democratica                      | 458                                       | 0,76   |       |
| Totale coalizione | Totale coalizione                         | 26.434                                    | 45,35                                     |        |       |
|                   | Polo del Buon Governo                     |                                           | Forza Italia                              | 9.992  | 16,52 |
|                   | Polo del Buon Governo                     | Alleanza Nazionale                        | 8.668                                     | 14,34  |       |
| Totale coalizione | Totale coalizione                         | 18.660                                    | 30,86                                     |        |       |
|                   | Patto per l'Italia                        |                                           | Patto Segni                               | 7.475  | 12,36 |
|                   | Patto per l'Italia                        | Partito Popolare Italiano                 | 5.339                                     | 8,83   |       |
| Totale coalizione | Totale coalizione                         | 12.814                                    | 21,19                                     |        |       |
|                   | Socialdemocrazia                          | Socialdemocrazia                          | Socialdemocrazia                          | 674    | 1,11  |
|                   | Unione Mediterranea                       | Unione Mediterranea                       | Unione Mediterranea                       | 259    | 0,43  |
|                   | Liberal Democratici Europei               | Liberal Democratici Europei               | Liberal Democratici Europei               | 219    | 0,36  |
|                   | Movimento Meridionale                     | Movimento Meridionale                     | Movimento Meridionale                     | 166    | 0,27  |
|                   | Movimento Cristiano Veritas               | Movimento Cristiano Veritas               | Movimento Cristiano Veritas               | 111    | 0,18  |
|                   | Idea Città                                | Idea Città                                | Idea Città                                | 71     | 0,12  |
|                   | Movimento Liberaldemocratico e Socialista | Movimento Liberaldemocratico e Socialista | Movimento Liberaldemocratico e Socialista | 69     | 0,11  |
| Totale            | Totale                                    | Totale                                    | Totale                                    | 60.466 |       |

#### Risultati uninominale
|                               | Giancarlo Sitra ✔️ Eletto | Progressisti                                      | 24 214 | 39,41 |  |  |  |  |  |
|                               | Pasquale Senatore         | Polo del Buon Governo (FI - AN - CCD - UDC - PLD) | 21 413 | 34,85 |  |  |  |  |  |
|                               | Vincenzo Sculco           | Patto per l'Italia                                | 15 814 | 25,74 |  |  |  |  |  |
| Totale                        | Totale                    | Totale                                            | 61 441 | 100   |  |  |  |  |  |
|                               |                           |                                                   |        |       |  |  |  |  |  |
| Fonte: Ministero dell'interno |                           |                                                   |        |       |  |  |  |  |  |

### XIII legislatura

#### Risultati proporzionale
| Coalizioni        | Coalizioni                         | Liste                                     | Liste                              | Voti   | %     |
| ----------------- | ---------------------------------- | ----------------------------------------- | ---------------------------------- | ------ | ----- |
|                   | Polo per le Libertà                |                                           | Alleanza Nazionale                 | 12.006 | 21,99 |
|                   | Polo per le Libertà                | Forza Italia                              | 9.251                              | 16,94  |       |
|                   | Polo per le Libertà                | CCD-CDU                                   | 4.169                              | 7,63   |       |
| Totale coalizione | Totale coalizione                  | 25.426                                    | 46,56                              |        |       |
|                   | L'Ulivo                            |                                           | Partito Democratico della Sinistra | 15.273 | 27,97 |
|                   | L'Ulivo                            | Popolari per Prodi (PPI-SVP-PRI-UD-Prodi) | 3.857                              | 7,06   |       |
|                   | L'Ulivo                            | Rinnovamento Italiano                     | 1.727                              | 3,16   |       |
|                   | L'Ulivo                            | Federazione dei Verdi                     | 868                                | 1,59   |       |
| Totale coalizione | Totale coalizione                  | 21.725                                    | 39,78                              |        |       |
|                   | Progressisti                       |                                           | Rifondazione Comunista             | 5.539  | 10,14 |
|                   | Movimento Sociale Fiamma Tricolore | Movimento Sociale Fiamma Tricolore        | Movimento Sociale Fiamma Tricolore | 784    | 1,44  |
|                   | Lista Pannella - Sgarbi            | Lista Pannella - Sgarbi                   | Lista Pannella - Sgarbi            | 651    | 1,19  |
|                   | Partito Socialista                 | Partito Socialista                        | Partito Socialista                 | 408    | 0,75  |
|                   | Rinnovamento                       | Rinnovamento                              | Rinnovamento                       | 74     | 0,14  |
| Totale            | Totale                             | Totale                                    | Totale                             | 54.607 |       |

#### Risultati uninominale
|                               | Rocco Gaetani ✔️ Eletto | L'Ulivo             | 28 245 | 52,99 |  |  |  |  |  |
|                               | Carlo Amedeo Turino     | Polo per le Libertà | 22 571 | 42,34 |  |  |  |  |  |
|                               | Giuseppe Segreto        | Fiamma Tricolore    | 2 488  | 4,67  |  |  |  |  |  |
| Totale                        | Totale                  | Totale              | 53 304 | 100   |  |  |  |  |  |
|                               |                         |                     |        |       |  |  |  |  |  |
| Fonte: Ministero dell'interno |                         |                     |        |       |  |  |  |  |  |

### XIV legislatura

#### Risultati proporzionale
| Coalizioni        | Coalizioni              | Liste                                 | Liste                   | Voti   | %     |
| ----------------- | ----------------------- | ------------------------------------- | ----------------------- | ------ | ----- |
|                   | Casa delle Libertà      |                                       | Forza Italia            | 12.705 | 22,61 |
|                   | Casa delle Libertà      | Alleanza Nazionale                    | 10.194                  | 18,14  |       |
|                   | Casa delle Libertà      | CCD-CDU                               | 3.193                   | 5,68   |       |
|                   | Casa delle Libertà      | Nuovo PSI                             | 1.302                   | 2,32   |       |
| Totale coalizione | Totale coalizione       | 27.394                                | 48,75                   |        |       |
|                   | L'Ulivo                 |                                       | Democratici di Sinistra | 11.639 | 20,72 |
|                   | L'Ulivo                 | La Margherita (Dem - PPI - RI- UDEUR) | 5.634                   | 10,03  |       |
|                   | L'Ulivo                 | Comunisti Italiani                    | 1.692                   | 3,01   |       |
|                   | L'Ulivo                 | Il Girasole (FdV - SDI)               | 860                     | 1,53   |       |
| Totale coalizione | Totale coalizione       | 19.825                                | 35,29                   |        |       |
|                   | Lista Di Pietro         | Lista Di Pietro                       | Lista Di Pietro         | 2.857  | 5,08  |
|                   | Rifondazione Comunista  | Rifondazione Comunista                | Rifondazione Comunista  | 2.771  | 4,93  |
|                   | Democrazia Europea      | Democrazia Europea                    | Democrazia Europea      | 1.454  | 2,59  |
|                   | Lista Pannella - Bonino | Lista Pannella - Bonino               | Lista Pannella - Bonino | 1.280  | 2,28  |
|                   | Fiamma Tricolore        | Fiamma Tricolore                      | Fiamma Tricolore        | 517    | 0,92  |
|                   | Paese Nuovo             | Paese Nuovo                           | Paese Nuovo             | 67     | 0,12  |
|                   | Abolizione scorporo     | Abolizione scorporo                   | Abolizione scorporo     | 20     | 0,04  |
| Totale            | Totale                  | Totale                                | Totale                  | 56.185 |       |

#### Risultati uninominale
|                               | Dorina Bianchi ✔️ Eletta | Casa delle Libertà | 24 103 | 41,09 |  |  |  |  |  |
|                               | Rocco Gaetani            | L'Ulivo            | 24 018 | 40,95 |  |  |  |  |  |
|                               | Riccardo Scipani         | Lista Di Pietro    | 4 378  | 7,46  |  |  |  |  |  |
|                               | Natale Carvello          | Democrazia Europea | 3 996  | 6,81  |  |  |  |  |  |
|                               | Domenico Capoano         | Lista Emma Bonino  | 2 158  | 3,68  |  |  |  |  |  |
| Totale                        | Totale                   | Totale             | 58 653 | 100   |  |  |  |  |  |
|                               |                          |                    |        |       |  |  |  |  |  |
| Fonte: Ministero dell'interno |                          |                    |        |       |  |  |  |  |  |